# Eria wariana
Eria wariana är en orkidéart som beskrevs av Rudolf Schlechter. Eria wariana ingår i släktet Eria och familjen orkidéer. Inga underarter finns listade i Catalogue of Life.